# Bugeon
Le Bugeon est un torrent de montagne des Alpes françaises, situé en Savoie, dans la vallée de la Maurienne, c'est un affluent gauche de l'Arc et donc un sous-affluent du Rhône par l'Isère.

## Géographie
D'une longueur de 12,7 kilomètres, le torrent prend sa source au sud du col de la Madeleine. Il descend la vallée du Bugeon pour aller se jeter dans l'Arc, sur le territoire de la commune de La Chambre.
Le Bugeon traverse les communes de Saint-François-Longchamp, Montgellafrey, Notre-Dame-du-Cruet, Saint-Martin-sur-la-Chambre et La Chambre.